# Рохтас
Рохтас (урду روہتاس‎) — пенджабская крепость, возведённая Шер-шахом в 1541-43 гг. в непосредственной близости от Великой колёсной дороги для обороны земли гаваров от Хумаюна.

## Строение
Крепостные стены периметром 4 км, высотой свыше 18 м и толщиной до 12,5 м считались по тем временам неприступными. По окружности расположено 68 полукруглых бастионов и несколько массивных ворот из песчаника.

## История
Рохтас получила название в честь битвы при Рохтасе, в которой Шер-шах наголову разбил моголов.
Через 10 лет после смерти Шер-шаха комендант крепости вероломно открыл её ворота Хумаюну. Великие Моголы придавали Рохтасу большое значение и построили немало крепостных сооружений по его образцу.
В начале XVIII в. Рохтас теряет своё военное значение, после раздела Британской Индии оказывается в пределах Пакистана, а в 1997 г. попадает в число памятников Всемирного наследия.